# Triplophysa zhenfengensis
Triplophysa zhenfengensis är en fiskart som beskrevs av Wang och Li 2001. Triplophysa zhenfengensis ingår i släktet Triplophysa och familjen grönlingsfiskar. Inga underarter finns listade i Catalogue of Life.